# Sielhorst
Sielhorst ist ein Ortsteil der Stadt Rahden im Kreis Minden-Lübbecke in Nordrhein-Westfalen mit rund 800 Einwohnern.

## Geographie
Das Gebiet von Sielhorst liegt im westlichen Teil des Gemeindegebietes von Rahden, der Ort Sielhorst befindet sich etwa 3 km nordwestlich des Rahdener Ortszentrums. Das restliche Gebiet sind Streusiedlungen, die sich über die Felder und Wiesen verteilen. 

## Geschichte
Bis zur Franzosenzeit gehörte Sielhorst zur Vogtei Rahden im Amt Rahden des Fürstentums Minden. Von 1807 bis 1810 gehörte der Ort zum Kanton Rahden des napoleonischen Satellitenstaats Königreich Westphalen. Von 1811 bis 1813 gehörte Sielhorst unmittelbar zu Frankreich und dort zur Mairie Rahden im Arrondissement Minden des Departements der Oberen Ems.
1816 kam Sielhorst zum neuen Kreis Rahden, aus dem 1832 der Kreis Lübbecke wurde. Im Kreis Lübbecke gehörte der Ort zunächst zur Gemeinde Varl, wurde aber am 1. Januar 1848 aus Varl herausgelöst und zu einer eigenen Gemeinde im Amt Rahden. Sielhorst wurde am 1. Januar 1973 in die Stadt Rahden eingegliedert. Eine Fläche von 7 ha mit sechs Einwohnern wurde an die neu geschaffene westlich gelegene Gemeinde Stemwede abgetreten.

## Verkehr
Die Landesstraße L765 verbindet Sielhorst mit Rahden und Bulzendorf.

## Söhne und Töchter der Stadt
- Andreas Brandhorst (* 1956), Übersetzer und Science-Fiction-Autor